# Julie Payette
Julie Payette (Montreal, 20 de outubro de 1963) é uma engenheira e astronauta da Agência Espacial Canadense (AEC), foi a governadora-geral do Canadá de 2 de outubro de 2017 a 23 de janeiro de 2021.
Formada em engenharia, entre 1986 e 1988 ela trabalhou para a IBM canadense como engenheira de sistemas. Em 1991, juntou-se ao departamento de ciências e comunicações do laboratório de pesquisa da IBM em Zurique, na Suíça, como cientista visitante por um ano. De volta ao Canadá em janeiro de 1992, trabalhou na Bell canadense como pesquisadora e responsável por um projeto de reconhecimento de voz pelo telefone com a criação de um sistema computadorizado de reconhecimento de voz.
Em junho de 1992, ela foi selecionada pela AEC, entre 5.330 inscritos, para um grupo de quatro astronautas a serem treinados pela agência espacial. Após o curso, ela trabalhou como conselheira técnica do Canadarm, um avançado sistema de braço robótico, criado como contribuição para a Estação Espacial Internacional.

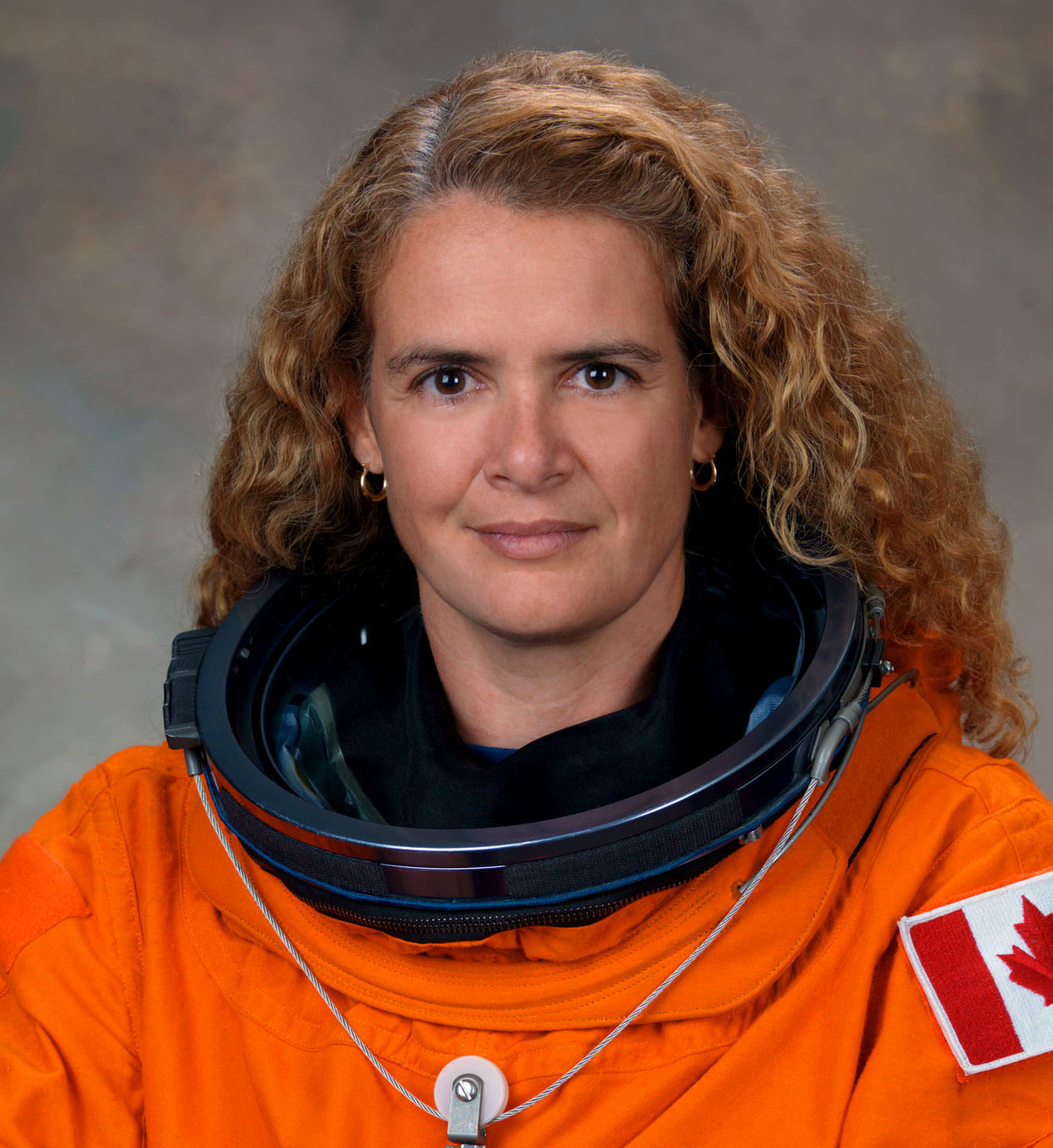
Julie Payette antes do lançamento da missão STS-127

Preparando-se para uma missão espacial, Julie tirou licença de piloto comercial, acumulando 120 horas de voo como operadora de pesquisa a bordo de aeronave com gravidade reduzida. Em abril de 1996, ela também se qualificou como mergulhadora de mares profundos e piloto de jatos de treinamento da Força Aérea Canadense, entre 1996 e 1997, chegando a um total de 900 horas de voo, sendo 450 horas em jatos de alta performance.
Payette começou o treinamento para especialista de missão no Centro Espacial Johnson em agosto de 1996, qualificando-se primeiramente para trabalhar em funções técnicas na seção de robótica do departamento de astronautas, até completar o curso integral de astronautas na primavera de 1998.
Em 27 de maio de 1999, foi ao espaço a bordo da missão STS-96 Discovery, em que ela serviu assumiu a responsabilidade pelos sistemas da estação e operou o braço robótico Canardarm em órbita, tornando-se o primeiro canadense a integrar uma missão de construção e a embarcar na ISS.
Trabalhou como astronauta-chefe para a AEC, na função de CAPCOM - comunicadora de voo - no Centro de Controle de Missão, em Houston, atuando nas missões STS-114 e STS-121 do programa do ônibus espacial. Em 15 de julho de 2009, dez anos depois de seu primeiro voo espacial, Payette subiu novamente ao espaço, como especialista de missão da STS-127 Endeavour, para dezesseis dias em órbita na ISS, como parte da equipe que finalizou a instalação do módulo japonês Kibo na estação.
Em 2017 o primeiro-ministro Justin Trudeau anunciou que a rainha Elizabeth II tinha aprovado a indicação da astronauta para o cargo de governador-geral. Payette tomou posse em outubro do mesmo ano.

## Vida Pessoal
Julie Payette foi casada 2 vezes e tem um filho. Possui fluência em inglês e francês, podendo se comunicar também em espanhol, alemão, italiano e russo. Entre seus hobbies estão: Esqui e Corrida. 

## Referência
1. ↑  «Julie Payette | Biography & Facts». Encyclopedia Britannica (em inglês). Consultado em 8 de julho de 2020
2. ↑  «Julie Payette (Profile) | l'Encyclopédie Canadienne». www.thecanadianencyclopedia.ca. Consultado em 8 de julho de 2020
3. ↑  ICI.Radio-Canada.ca, Zone Science-. «Le 8 juin 1992, Julie Payette rentrait à l'Agence spatiale canadienne». Radio-Canada.ca (em francês). Consultado em 8 de julho de 2020
4. ↑  «Biography of Julie Payette». www.asc-csa.gc.ca. 1 de fevereiro de 2008. Consultado em 8 de julho de 2020
5. ↑  CBC News
6. ↑  Emma.Goodey (13 de julho de 2017). «Announcement of next Governor General of Canada». The Royal Family (em inglês). Consultado em 8 de julho de 2020
7. ↑  «Julie Payette | Biography & Facts». Encyclopedia Britannica (em inglês). Consultado em 2 de outubro de 2020
8. ↑  «Prime Minister Trudeau announces The Queen's approval of Canada's next Governor General». Prime Minister of Canada (em inglês). 13 de julho de 2017. Consultado em 2 de outubro de 2020
9. ↑  Agency, Canadian Space (1 de fevereiro de 2008). «Astronaut Julie Payette's Biography». www.asc-csa.gc.ca. Consultado em 25 de novembro de 2021